# Athletic Club (női csapat)
Az Athletic Club, teljes nevén Athletic Club Femenino, ismertebb nevén Athletic Bilbao, a baszk labdarúgócsapat női szakosztálya. A klubot 2002-ben alapították és a spanyol első osztályban szerepel.

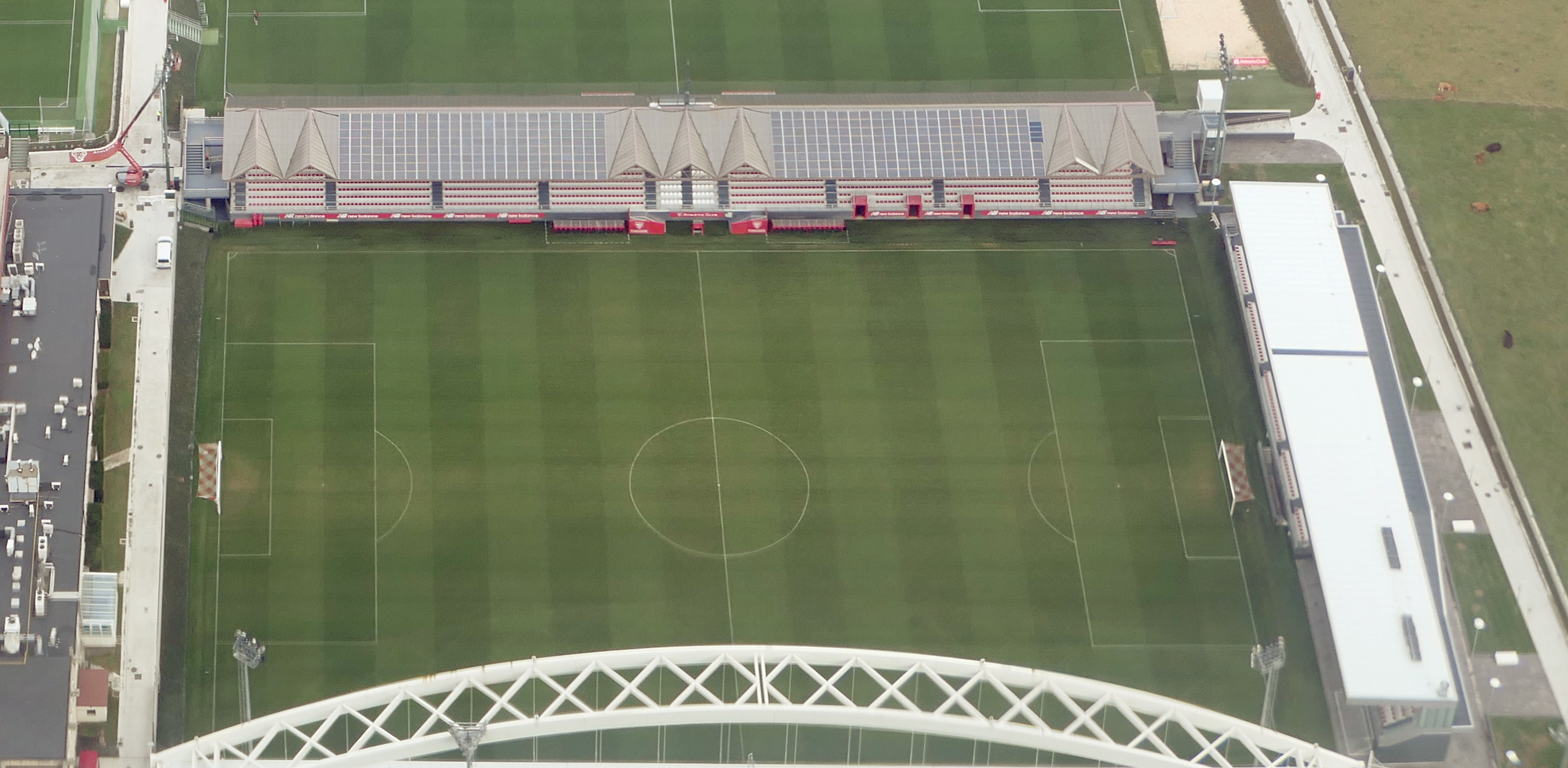
A csapat otthona a Lezama Sportközpont 2. pályája.

## Sikerlista
- Primera División
  - győztes (5): 2002-03, 2003-04, 2004-05, 2006-07, 2015-16

## Szezonról szezonra
| Szezon  | Bajnokság        | Bajnokság | Bajnokság | Bajnokság | Bajnokság | Bajnokság | Bajnokság | Bajnokság | Bajnokság | Kupa         | Bajnokok Ligája |
| Szezon  | Osztály          | H.        | J         | Gy.       | D.        | V.        | G+        | G-        | Pont      | Kupa         | Bajnokok Ligája |
| ------- | ---------------- | --------- | --------- | --------- | --------- | --------- | --------- | --------- | --------- | ------------ | --------------- |
| 2002–03 | Superliga        | 1         | 22        | 17        | 4         | 1         | 90        | 16        | 55        | Negyeddöntő  |                 |
| 2003–04 | Superliga        | 1         | 26        | 19        | 3         | 4         | 80        | 29        | 60        | Elődöntő     | 1. forduló      |
| 2004–05 | Superliga        | 1         | 26        | 20        | 6         | 0         | 77        | 15        | 66        | Negyeddöntő  | 1. forduló      |
| 2005–06 | Superliga        | 5         | 24        | 13        | 2         | 9         | 52        | 46        | 41        | Negyeddöntő  | 1. forduló      |
| 2006–07 | Superliga        | 1         | 26        | 20        | 4         | 2         | 82        | 27        | 64        | Negyeddöntő  |                 |
| 2007–08 | Superliga        | 3         | 26        | 17        | 2         | 7         | 72        | 31        | 53        | Negyeddöntő  | 1. forduló      |
| 2008–09 | Superliga        | 3         | 30        | 21        | 2         | 7         | 100       | 43        | 65        | Negyeddöntő  |                 |
| 2009–10 | Superliga        | 3         | 14        | 9         | 2         | 3         | 30        | 22        | 29        | Negyeddöntő  |                 |
| 2010–11 | Superliga        | 3         | 14        | 9         | 1         | 4         | 32        | 15        | 28        | Negyeddöntő  |                 |
| 2011–12 | Primera División | 2         | 34        | 29        | 4         | 1         | 118       | 25        | 91        | Döntős       |                 |
| 2012–13 | Primera División | 2         | 30        | 23        | 5         | 2         | 84        | 24        | 74        | Negyeddöntő  |                 |
| 2013–14 | Primera División | 2         | 30        | 22        | 3         | 5         | 79        | 22        | 69        | Döntős       |                 |
| 2014–15 | Primera División | 3         | 30        | 19        | 8         | 3         | 73        | 24        | 65        | Negyeddöntő  |                 |
| 2015–16 | Primera División | 1         | 30        | 25        | 3         | 2         | 75        | 15        | 78        | Negyeddöntő  |                 |
| 2016–17 | Primera División | 5         | 30        | 16        | 5         | 9         | 64        | 44        | 53        | Negyeddöntő  | 1/16            |
| 2017–18 | Primera División | 3         | 30        | 18        | 2         | 10        | 51        | 41        | 56        | Elődöntő     |                 |
| 2018–19 | Primera División | 5         | 30        | 14        | 8         | 8         | 48        | 33        | 50        | Negyeddöntő  |                 |
| 2019–20 | Primera División | 5         | 21        | 10        | 5         | 6         | 30        | 23        | 35        | Negyeddöntő  |                 |
| 2020–21 | Primera División | 11        | 34        | 11        | 7         | 16        | 43        | 60        | 40        | Nem indult   |                 |
| 2021–22 | Primera División | 7         | 30        | 14        | 5         | 11        | 45        | 47        | 47        | Nyolcaddöntő |                 |
| 2022–23 | Primera División |           |           |           |           |           |           |           |           |              |                 |

## Játékoskeret
2022. szeptember 18-tól
| #  |     | Poszt | Név               |
| -- | --- | ----- | ----------------- |
| 1  | ESP | K     | Mariasun Quiñones |
| 12 | ESP | K     | Amaia Peña        |
| 26 | ESP | K     | Paula Esteban     |
| 3  | ESP | V     | Naia Landaluze    |
| 4  | ESP | V     | Garazi Murua      |
| 5  | ESP | V     | Naroa Uriarte     |
| 6  | ESP | V     | Oihane Valdezate  |
| 11 | ESP | V     | Oihane Hernández  |
| 14 | ESP | V     | Eunate Arraiza    |
| 17 | ESP | V     | Nerea Nevado      |
| 17 | GER | V     | Bibiane Schulze   |
| 27 | ESP | V     | Ane Elexpuru      |
| 29 | ESP | V     | Maite Zubieta     |
| 32 | ESP | V     | Amaia Martinez    |
| 8  | ESP | KP    | Marta Unzué       |

| #  |     | Poszt | Név               |
| -- | --- | ----- | ----------------- |
| 12 | ESP | KP    | Irene Oguiza      |
| 18 | ESP | KP    | Itxaso Uriarte    |
| 19 | ESP | KP    | Mariana Cerro     |
| 30 | ESP | KP    | Estefanía Díaz    |
| 15 | ESP | KP    | Clara Pinedo      |
| 7  | ESP | CS    | Nekane Díez       |
| 9  | ESP | CS    | Yulema Corres     |
| 10 | ESP | CS    | Leyre Monente     |
| 16 | ESP | CS    | Ane Azkona        |
| 17 | ESP | CS    | Paula Arana       |
| 22 | ESP | CS    | Peke Barea        |
| 28 | ESP | CS    | Sara Ortega       |
| 31 | ESP | CS    | Jone Amegaza      |
| 33 | ESP | CS    | Claudia Fernández |

## Korábbi híres játékosok
| - Estibaliz Aizpurua - Arene Altonaga - Ainhoa Álvarez - Joana Arranz - Esty Bajo - Ane Bergara - Naiara Beristain - Elixabete Capa - María Díaz Cirauqui - Sheila Elorza - Gurutze Fernández - Joana Flaviano - Lucía García - Vanesa Gimbert - Saioa González | - Alazne Gómez - Jone Guarrotxena - Itziar Gurrutxaga - Jone Ibáñez - Elisabeth Ibarra - Iraia Itturegi - Aitziber Juaristi - Leire Landa - Manuela Lareo - Andere Legina - Maite Lizaso - Ainhoa Moraza - Marta Moreno - Irune Murua - Itsaso Nabaskues | - Andrea de la Nava - Amaia Olabarrieta - Arrate Orueta - Maite Oroz - Arrate Orueta - Irene Paredes - Marta Perea - Amaiur Sarriegi - Andrea Sierra - Ainhoa Tirapu - Maddi Torre - Erika Vázquez - Leia Zarate - Sophie Istillart - Damaris Egurrola |